# South Bank (North Yorkshire)
South Bank è un paese di 6 548 abitanti della contea del North Yorkshire, in Inghilterra.

## Amministrazione

### Gemellaggi
- Troisdorf, dal 1990